# Блати, Отто Титус
Отто Титус Блати (венг. Bláthy Ottó Titusz; 11 августа 1860, Тата — 26 сентября 1939, Будапешт) — венгерский электротехник, прославившийся также как шахматный композитор. В 1885 совместно с К.  Циперновским и М.  Дери изобрёл трансформатор с замкнутым магнитопроводом. В 1889 изобрёл индукционный счётчик электрической энергии переменного тока, названный его именем. Проектировал генераторы, турбогенераторы, трансформаторы и другое электрическое оборудование для электростанций. Почётный член АН Венгрии, почётный доктор высших технических школ Будапешта и Вены.
С 1879 опубликовал свыше 400 композиций с огромным числом ходов решения. Автор 2 сборников многоходовых задач (1889 и 1890). Известен как видный специалист в составлении задач-монстров (одна из них — «Мат в 257 ходов»); сумма ходов в главных вариантах решений всех его задач достигает рекордной цифры — 25 тысяч.